# Courbe d'Aston

Courbe d'Aston : énergie de liaison par nucléon en fonction du nombre de masse, pour les isotopes les plus courants.

La courbe d'Aston est, en physique nucléaire, une courbe représentant l'énergie de liaison par nucléon des noyaux atomiques, en fonction de leur nombre de masse.
L'éponyme de la courbe d'Aston est le physicien britannique Francis William Aston (1877-1945), qui l'a publiée pour la première fois en 1927, après l'avoir déterminée, avec précision, grâce au spectromètre de masse qu'il avait conçu.
Les réactions nucléaires ont pour effet de produire des éléments plus stables, c'est-à-dire dont l'énergie de liaison par nucléon est plus élevée ; elles sont de deux types. Les réactions de fusion nucléaire se produisent sur les éléments légers tels que l'hydrogène et génèrent des éléments plus lourds ; elles sont pour l'instant difficilement contrôlées et se produisent par exemple dans l'explosion des bombes H. Les réactions de fission nucléaire se produisent sur les éléments lourds et génèrent des éléments plus légers ; elles se produisent notamment dans les centrales nucléaires et les bombes A.  